# Okno (Metlika, Slovenija)
Okno  je naselje u slovenskoj Općini Metliki. Okno se nalazi u pokrajini Dolenjskoj i statističkoj regiji Jugoistočnoj Sloveniji na samoj granici s Hrvatskom. 